# ديسبوتية المورة
ديسپوتية المورة (باليونانية: Δεσποτᾶτον τοῦ Μορέως)‏ أو ديسپوتية ميستراس (باليونانية: Δεσποτᾶτον τοῦ Μυστρᾶ)‏، كانت مقاطعة من الإمبراطورية البيزنطية تواجدت بين منتصف القرن الرابع عشر ومنتصف القرن الخامس عشر. تباينت أراضي «ديسپوتية المورة» في الحجم خلال أزمنة تواجدها ولكن في نهاية المطاف نمت لتشمل تقريبا كل شبه الجزيرة الجنوبية اليونانية المعروفة باسم البيلوبونيز، والتي كانت تعرف باسم المورة، وذلك خلال العصور الوسطى والفترات الحديثة المبكرة.
كان الإقليم يُحكم في العادة من قبل واحد أو أكثر من أبناء الإمبراطور البيزنطي، الذين تم منحهم لقب «ديسپوت» (بالإنجليزية: Despot)‏.
كانت عاصمة ديسپوتية المورة هي مدينة ميستراس المحصنة، بالقرب من أسپرطة القديمة، والتي أصبحت مركزًا هامًا لعصر النهضة تحت حكم أسرة باليولوج، ولذلك تُسمّى أيضاً: ديسپوتية ميستراس.

## أصل التسمية وانتشارها
كان لقب «ديسپوت» (باليونانية: δεσπότης)‏ (بالإنجليزية: Despot)‏ لقبًا بارزًا في الدولة البيزنطية يتم منحه لأبناء أو أبناء زوج الحكام الأباطرة، وكان يشير في البداية إلى الوريث المحتمل الإمبراطور البيزنطي.
ومن بيزنطة انتشر لقب «ديسپوت» في جميع أنحاء البلقان أواخر العصور الوسطى، ومُنح أيضا في الولايات الخاضعة للتأثير الثقافي البيزنطي مثل:
- الإمبراطورية اللاتينية.
- الإمبراطورية البلغارية الثانية.
- الإمبراطورية الصربية والولايات التي خلفتها من بعدها.
- وإمبراطورية طرابزون.

ومع التشرذم السياسي في هذه الفترة، أدى المصطلح إلى ظهور العديد من الإمارات التي يحكمها «ديسپوت» وأصبحت تُسمى «ديسپوتية»، والتي حكمت إما كدول مستقلة أو كملاحق لأمراء يحملون لقب «ديسپوت».
من أبرز الديسپوتيات:
- ديسپوتية إبيروس.
- ديسپوتية المورة.
- ديسپوتية الصرب.

## نهايتها
كان الإمبراطور يوحنا الثامن پاليولوج قد عيّن طوماس باليولوج شقيقه ديسپوتاً للمورة في عام 1428م، واستمر بها حتى الفتح العثماني في 1460.
ولكن بعد وفاة يوحنا الثامن، جاء أخاه الإمبراطور الجديد قسطنطين الحادي عشر وكان يرغب أن يحُكم شقيقاه طوماس وديميتريوس معًا المورة، فأعلن في عام 1449م أنه عيّن أخاه ديمتريوس في منصب ديسپوت المورة، جنباً إلى جنب مع شقيقه طوماس باليولوج، وأسند إليهما حُكم الديسپوتية معاً.
وجد الديسپوتان الشقيقان صعوبة في التعاون معاً وكثيرًا ما تشاجروا مع بعضهما البعض، وانهارت أحوال المورة في عهدهما بسبب الفساد والبؤس.
في أعقاب فتح العثمانيون القسطنطينيةَ عام 1453م ووفاة قسطنطين الحادي عشر ونهاية الإمبراطورية البيزنطية في 29 مايو 1453م، سمح السلطان العثماني محمد الفاتح للأخوين طوماس وديميتريوس بالاستمرار معاً في حكم المورة بوصفهما تابعين للدولة العثمانية.
كان طوماس باليولوج يأمل في تحويل الديسپوتية الصغيرة إلى نقطة تَجمُّع لحملة صليبية جديدة تستعيد الإمبراطورية البيزنطية المنتهية، آملا في الحصول على دعم من البابوية وأوروپا الغربية. ولكن الشجار المستمر مع أخيه ديميتريوس الذي كان يدعم الدولة العثمانية بعكس أخيه، أدى في النهاية إلى قيام السلطان محمد الفاتح بفتح المورة في عام 1460م لإحلال الاستقرار بعد التدهور الذي صار بها جراء الخلاف بين حاكميها الشقيقين.
فرّ طوماس باليولوج إلى المنفى في إيطاليا بينما أُلقي القبض على ديميتريوس باليولوج في ميستراس عاصمة ديسپوتية المورة، واستسلم للعثمانيين في 29 مايو 1460م بعد سبع سنوات بالضبط من فتح القسطنطينية.